# Skevikska traktaterna

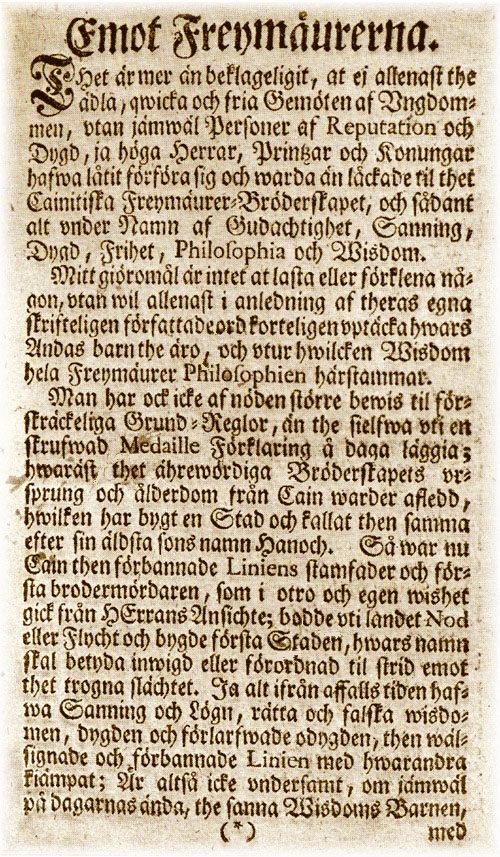
En av de förbjudna "Skevikska traktaterna"

Skevikska traktaterna var fem kontroversiella småskrifter som i mitten av 1700-talet utgavs av det så kallade Skevikska samfundet, eller Skevikarna.
Skrifterna, som trycktes 1746–1747 i Königsberg i Tyskland, innehåller skarp kritik mot dåtidens svenska statskyrka och prästerskap, men även uppbyggliga artiklar, samt varningar för en konkurrerande friförsamlingsrörelse och för frimureri.
Skrifterna förbjöds genom kunglig förordning den 7 oktober 1747, till ett mycket högt vite av 1000 daler silvermynt för dem som innehade eller spred någon av dem. Dessutom utfästes en belöning på 1000 daler silvermynt till den som kunde upptäcka författaren eller boktryckaren.

## Titlarna
De fem skrifterna, som finns bevarade bland annat på Kungliga biblioteket i Stockholm, är:
- Korta ärhindringar om ogudaktiga präster.
- Om rättfärdiggiörelsen genom trona på Christum.
- Emot Zinzendorffianer och alla them, som vnder namn af fattig syndare, rika och noghafwande laodiceer äro.
- Emot freymäurerna.
- Några anmärkningar öfwer ett bref.

Författare till samtliga anses vara Skevikarnas andre och meste föreståndare, Erick Ericksson.

## Förordningens innehåll
Den kungliga förordningens text lyder:
Kongl. Maj:ts Förordning, Angående Fem på Swenska tryckte Skrifter, och huru med dem förfaras skall.
Gifwen Stockholm i Råd Kammaren then 7. October 1747.
Cum Gratia & Privilegio S:ae R:ae Maj:tis
STOCKHOLM Tryckt uti Kongl. Tryckeriet, Hos Directeuren PET. MOMMA.
WI FRIEDRICH med Guds Nåde,

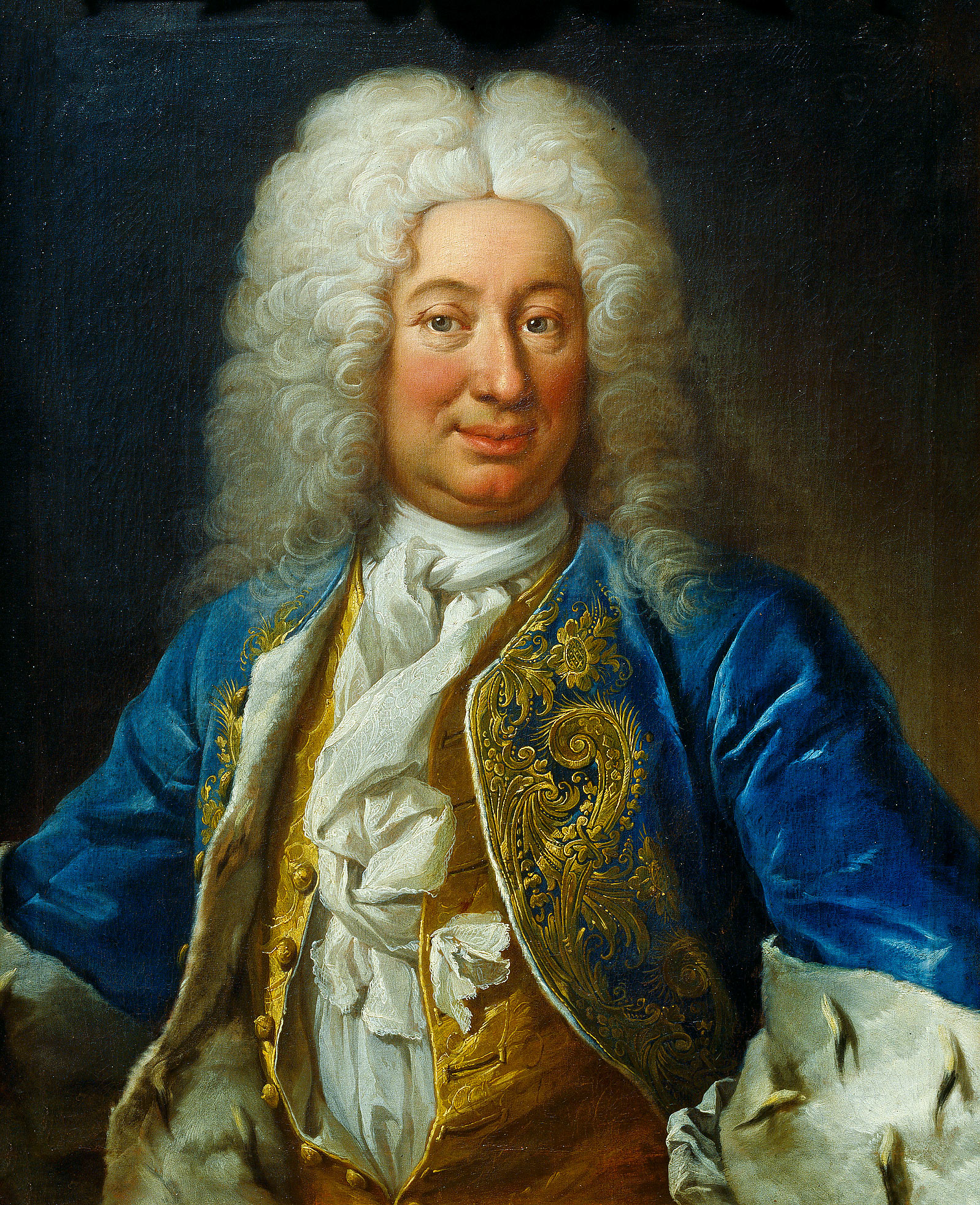
Fredrik I (1676-1751)

Sweriges, Göthes och Wendes Konung etc. etc. etc. Landt-Grefwe till Hessen etc. etc. Giöre witterligit, at Wi med särdeles missnöje måst förnimma, huru nu nyligen Fem skrifter under följande titlar: 1:0 Korta erindringar om ogudaktige Prester. 2:0 Om rättferdiggiörelsen igenom trona på Christum. 3:0 Emot Zinzendorffianer och alla them, som under namn af fattige syndare rika och noghafvande Laodiceer äro. 4:0 Emot Freijmeurerne. 5:0 Några anmärkningar öfwer ett bref, finnas wara, utan wederhörig pröfning och tillstånd, och utan at Författaren eller Boktryckaren therwid sig tilkänna gifwit, af Trycket utkomne. Och som thesse skrifters innehåll är befunnit skadeligt och til willfarelser ledande, i anseende til åtskillige så ifrån Wår rätta Evangeliska Lära skiljaktige, som emot Predikoembetet och Läroståndet anstötelige utlåtelser; Ty hafwe Wi, til förekommande af then oreda.
och förargelse, som slike skrifters utspridande kunde åstadkomma, nödigt funnit, härmed alfwarligen förbiuda thet ingen, eho han wara må, wid Et Tusende daler Silfwermynts wite, må hos sig behålla och i förwar hafwa, mindre til andra utdela och kringsprida, förenämde Fem tryckte skrifter, utan åligger then, som them eller någon del theraf, redan kan hafwa om händer fådt, the samma ofördröjeligen til Wår Öfwer-Ståthållare här i Stockholm, eller til Landshöfdingarne i orterne aflefwerera, hwilkom åligga skal, them genast til wederbörande Consistorier at öfwersända. Wi wele jemwäl härhos hafwa kungiordt, at then, som kan upptäcka Författaren af thesse skrifter, eller then Boktryckaren, som them til trycket emottagit och befordrat, skal therföre en belöning af Et Tusende Daler Silfwermynt hafwa at undfå. Thet allom, som wederbör, til underdånig och hörsam efterrättelse länder. Til yttermera wisso hafwe Wi thetta med Egen Hand underskrivit och med Wårt Kongl. Sigill bekräffta låtit. Stockholm i Råd-Kammaren then 7. October 1747.
FRIEDRICH.
(L. S.)

## Bötessumman
"Et Tusende daler Silfwermynt", kan jämföras med att årslönen för en borgmästare på 1700-talet kunde vara 200 daler. En vanlig borgare, fiskare eller båtsman kunde kanske tjäna 20 silverdaler på ett år.